# Gibberella zeae
Gibberella zeae, també conegut amb el nom del seu anamorf Fusarium graminearum, és un fong patogen de les plantes (o fitopatogen) que causa la fusariosi (o Fusarium Head Blight) en conreus de blat, sègol i ordi. És el responsable de diverses problemàtiques en el sector agrícola i de la salut humana, ja que provoca pèrdues econòmiques de milers de milions d'euros a escala mundial. A més, produeix toxines perjudicials per als animals que consumeixen aquest cereal.
Habita principalment en ambients humits i és menys present en aquells territoris on l’ambient és sec, és a dir, on l’aigua és un factor limitant. Es tracta d’un fong amb un gran impacte sobretot a Amèrica del Nord, Europa central, Canadà i Xina.

## Cicle biològic

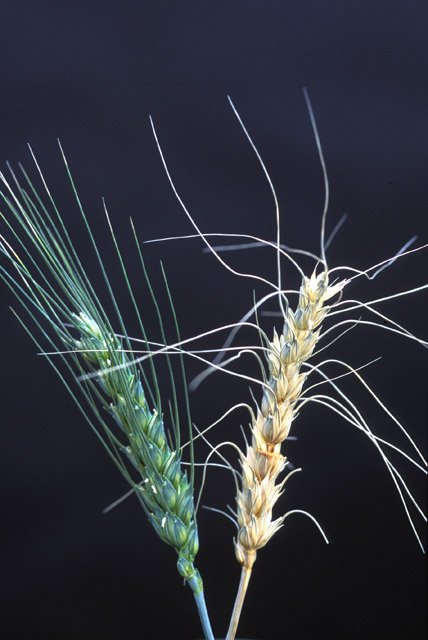
Fusariosi en blat causada per G. zeae (inoculació artificial)

F. graminearum pertany al grup dels Ascomycota, és un fong homotàl·lic i té un cicle vital haploide. Els inòculs primaris normalment procedeixen dels rebuts de plantes infectades al sòl, on el fong hiberna com a clamidòspora. Les condiciones temperades i humides de la primavera afavoreixen la germinació d'aquestes i el posterior desenvolupament i maduració dels peritecis que formaran els ascs que donaran lloc a les ascòspores (forma sexual Gibberella zeae). Aquesta germinació es dona de forma simultània a la floració dels cultius de cereals.

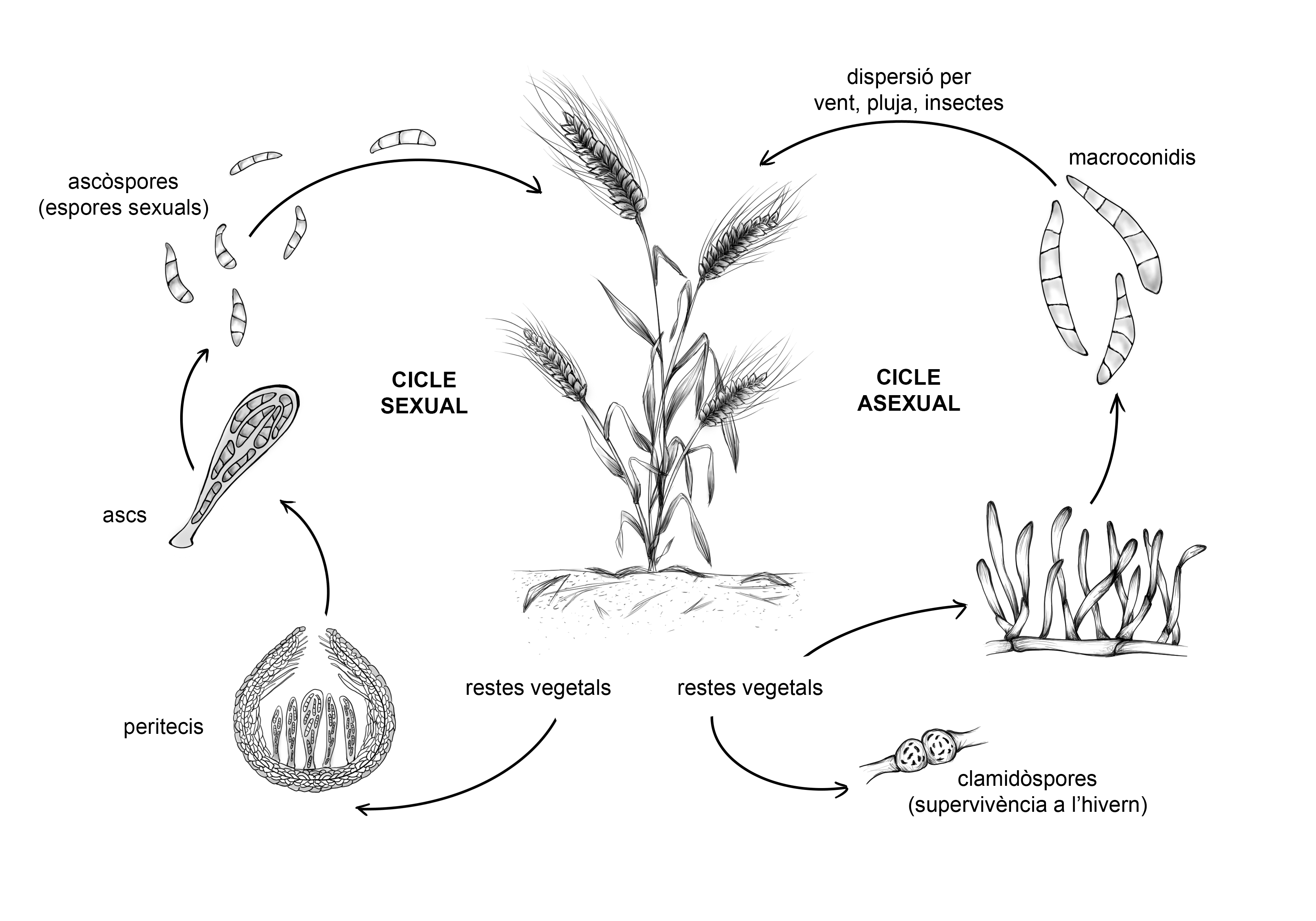
Cicle asexual i sexual de Fusarium graminearum.

Les ascòspores madures són alliberades quan les estructures de reproducció del fong s'hidraten i aquestes es dispersen pel vent, la pluja o els insectes fins a les plantes hoste. El fong no penetra directament a l'epidermis, sinó que les hifes creixen cap als estomes i altres parts de les inflorescències de la planta.
Les ascòspores germinen a temperatures entre 4 i 35 °C, amb un òptim de 25 a 28 °C. La germinació només té lloc a una humitat relativa superior al 80%. En ambients càlids i humits la probabilitat d'infecció és molt alta. Normalment, ocorre en períodes de pluja, durant la floració. Algunes arriben les anteres del blat i d'altres, si l'ambient és favorable, germinen i penetren a la flor. Durant la floració les anteres estan més exposades i la temperatura i la humitat relativa són altes.
Les espores poden germinar en 6 hores sobre la superfície de la planta. Després de la infecció amb ascòspores, el fong produeix macroconidis per la reproducció asexual, micòspores que no estan protegides per cap esporangi. Aquestes estructures passen l'hivern en el sòl o en residus de les plantes i donen lloc al miceli en l'estació següent. Els macroconidis són els responsables de la propagació de la malaltia i aquests es produeixen al peu de la planta.
Aquest fong hiverna com a clamidòspores en els residus del cultiu. La infecció primària és procedent d'aquest inòcul, les llavors infectades no germinen correctament i les plàntules no sobreviuen, disminuint la densitat del cultiu notablement. F. graminearum infecta les espigues del blat des de l'antesi fins a l'estadi de gra tou de la llavor.

## La fusariosi
El fong F. graminearum és l’agent causant de la fusariosi en hostes com el blat i l’ordi, dos cereals amb gran rellevància econòmica. La malaltia afecta les espigues del cereal durant l’època de floració en condicions d’alta humitat i temperatura. La planta és més susceptible a patir la malaltia quan es troba en ambients amb una humitat relativa major al 90% i temperatures compreses entre els 25-28 °C. Aquestes condicions solen reunir-se en períodes de pluja.
L'inici de la infecció de l'hoste es produeix per diferents factors de virulència, principalment micotoxines i enzims degradadors de la paret cel·lular, debilitant les cèl·lules de l'hoste. Un cop el fong penetra, mitjançant apressoris, en el teixit de la planta hoste, pot absorbir els seus nutrients, i a mesura que creix el fong avança cap a teixits més interns causant dany progressiu fins a la necrosi de la planta.
Un cop produïda la infecció, la composició química i les propietats físiques dels grans del blat es modifiquen. A més, es poden complicar els símptomes si el fong produeix micotoxines, contaminant les llavors, ja que són perjudicials tant per a la salut humana com animal. Alguns dels símptomes són: pèrdua del rendiment del gra, pèrdua de la qualitat del cereal, canvis en la composició dels aminoàcids del blat, llavors migrades.

### Zearalenona i desoxinivalenol: micotoxines deFusarium graminearum
D'entre les micotoxines produïdes per F. graminearum, les més rellevants són la zearalenona i el desoxinivalenol.

Estructura molecular del desoxinivalenol

Estructura molecular de la zearlenona

El desoxinivalenol, més conegut com a vomitoxina, és un compost capaç de perjudicar els animals que consumeixen aliments basats en blat. Els causa efectes com vòmits, pèrdua de pes, alteració del sistema immune, inhibició de la biosíntesi de les proteïnes i defectes en la reproducció. La presència del deoxinivalenol és la que fa sospitar que la planta pateix la malaltia, és considerada una toxina indicadora d'infecció. En els humans resulta una micotoxina perillosa a causa de la ingestió d'aliments contaminats amb aquesta. Diversos estudis amb porcs, ratolins i remugants destaquen la capacitat del desoxinivalenol per provocar no només efectes tòxics aguts, sinó també efectes crònics.
La zearalenona és una de les micotoxines contaminants més comunes en grans com el blat de moro, el blat, l'ordi, l'arròs i la melca, de forma que pot contaminar productes derivats com el pa, galetes o els cereals d'esmorzar. La seva estructura molecular, similar a estrògens com l'estriol, l'estrona o l'estradiol, suposa de gran rellevància gràcies a la seva capacitat d'interferència amb els nivells d'estrògens al bestiar i aviram alimentats amb aquest tipus de grans, produint diversos trastorns reproductius en aquests animals com ara esterilitat. La zearalenona i els seus metabòlits derivats són ingerits (sigui bé per productes vegetals o animals) i és absorbida per l'organisme, generant diferents efectes immunotòxics i hepatotòxics en humans. També pot tenir efectes negatius sobre la coagulació de la sang i altres dels seus paràmetres.
Degut a la importància que suposa la presència d'aquestes micotoxines en els aliments, hi ha una sèrie de límits microbiològics que determinen quina és la quantitat màxima que hi pot haver d'aquestes als aliments:
| Agència | Especificacions                                                                                            | Límit (ppm) |
| ------- | --- | ----------- |
| FDA     | Grans i derivats de grans destinats al consum per remugants i bestiar boví majors de 4 mesos i pollastres. | 10          |
| FDA     | Grans i derivats de grans destinats al consum per porcs i altres animals.                                  | 5           |
| FDA     | En productes derivats del blat que podrien ser consumits potencialment per humans.                         | 1           |

| Agència | Especificacions | Límit (ppm)  |
| ------- | --- | ------------ |
| FDA     | Blat de moro i productes derivats, arròs i productes derivats, soja i productes derivats, alimentació per cavalls i conills, alimentació per gossos, gats, ramat i aviram. | No establert |

No obstant l'absència de criteris microbiològics establerts per la FDA respecte a la zearalenona, aquesta sí que està regulada en altres països com Àustria, Hongria, Romania, Rússia i Uruguai.

### Rang d'hostes
F. graminearum principalment causa fusariosis en blat (gènere Tricum), ordi (gènere Hordeum), arròs (gènere Oryza), civada (gènere Avena) i podridura de tiges de la blat de moro (gènere Zea). També pot infectar a altres plantes sense causar símptomes. S'ha trobat com a hoste d'Agropyrom, Agrostis, Bromus, Calamagrostis, Censhrus, Cortaderia, Cucumis, Exhinochlea, Glycine, Hierochloe, Lolium, Lycopersicon, Medicago, Phleum, Poa, Schizachyrium, Secale, Setaria, Sorghum iTrifolium.

### Factors de virulència
Els fitopatògens han desenvolupat diverses estratègies per a poder penetrar en la planta, infectar-la i colonitzar els seus teixits. Aquestes estratègies es basen en l'evasió del sistema de defensa de la planta. Per conèixer com aquests patògens desenvolupen els mecanismes es fan estudis moleculars com la seqüenciació de nova generació (NGS) i la proteòmica.
F. graminearum és un fong necròtrof, produeix enzims de degradació de la paret cel·lular i toxines. El teixit vegetal exposat a aquests compostos perd fermesa. A mesura que el contingut cel·lular proporciona aliment al fong, creix i avança cap als teixits interns. La malaltia s'estén i finalment, depenent d'altres factors, la part afectada pateix necrosi.
En les plantes, l'àcid siàlic té un paper important en la regulació de les respostes de defensa contra els patògens. S'ha vist que F. graminearum té un enzim anomenat salicilat hidroxilasa que és capaç de degradar l'àcid siàlic, inhibint així la senyalització de defensa mediada per l'àcid siàlic en les plantes.

## Diferències entre soques
En investigacions s'ha fet proves amb 8 soques diferents de F. graminearum per tal de conèixer millor el fong i així poder desenvolupar millors tractaments contra les infeccions que causa. Les soques MDC_Fg1, MDC_Fg5, MDC_Fg8, MDC_Fg13, MDC_Fg202, MDC_Fg851, MDC_Fg593, MDC_FgU1 presenten una mida del genoma i mida de la regió codificant, similar, entre 36 Mb i 37 Mb, i entre 50% i 52%, respectivament. Per altra banda, tenen diferències significatives en el nombre d'exons i introns, diferències d'aproximadament 2.000 unitats.
Mitjançant experiments d'infecció amb les diferents soques i observant els símtomes, se sap que les soques MDC_Fg1 i MDC_Fg593 són molt més agressives que les altres i no tenen relació proporcional amb el nombre d'exons o introns del genoma. Se sap que les soques més virulentes codifiquen per proteïnes que altres no codifiquen o tenen la proteïna mutada. També passa que les menys agressives han perdut gens codificants de proteïnes que actuen com a factor de virulència com passa amb la soca MDC_FgU1, que és la menys virulenta.

## Interacció amb altres microorganismes
Les interaccions amb altres organismes, com ara sinergismes, poden influir en gran manera en l'eficàcia de la infecció i en les probabilitats que aquesta es dugui a terme.

### Sinergisme ambSitobion avenae

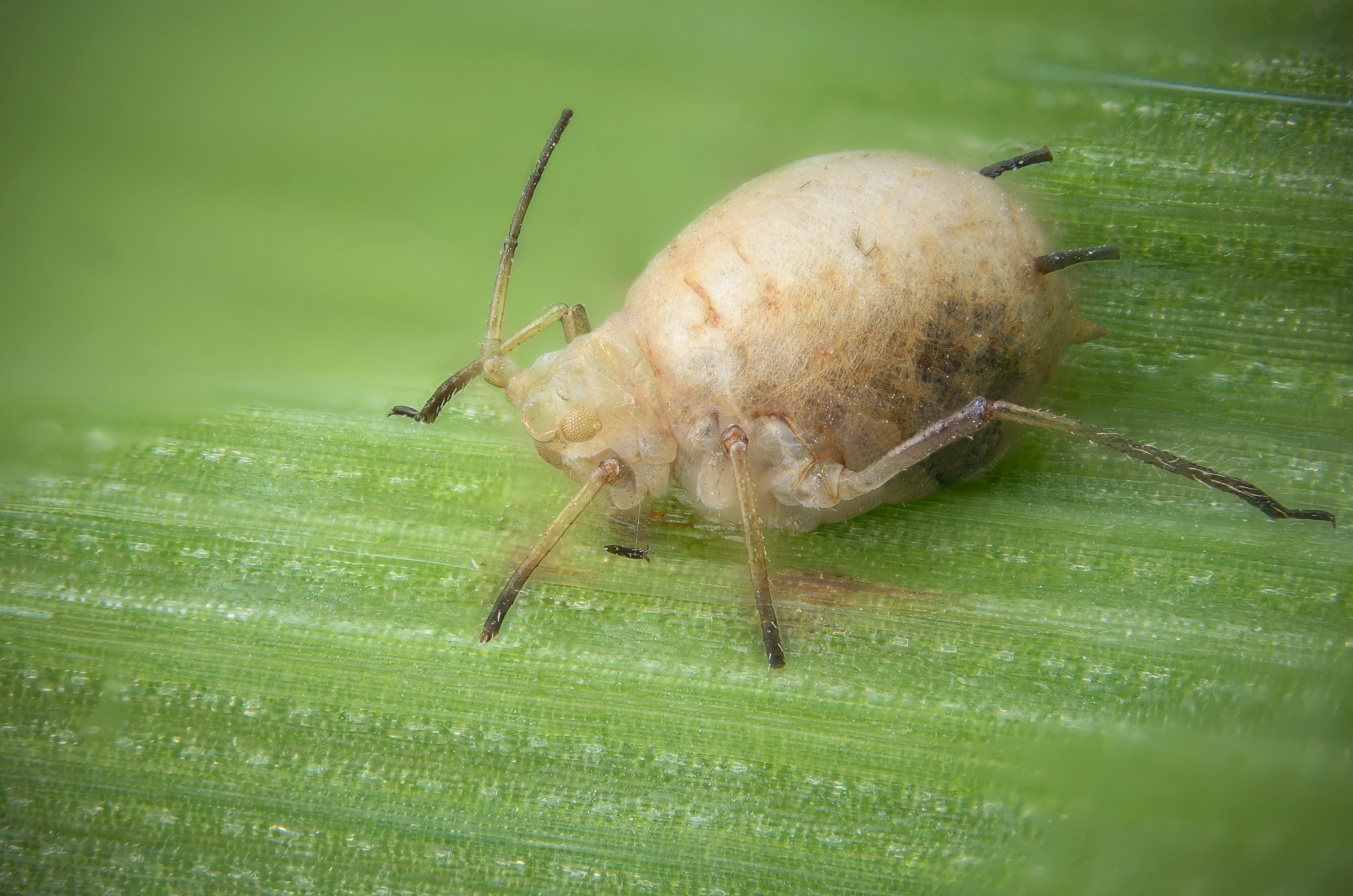
Exemplar de S. avenae

Un cas interessant és l'augment de la patogenicitat i la capacitat infectiva de F. graminearum durant la seva interacció amb Sitobion avenae, el pulgó dels cereals. Aquesta interacció és beneficiosa pel fong, ja que S. avenae allibera nutrients i aquests són aprofitats pel fong, accelerant el creixement i la producció de micotoxines. A més, el fong és capaç de destruir molècules produïdes pel sistema de defensa de la planta, com l'àcid siàlic. Aquest compost és produït per la planta. En quan l'herbívor l'ha infectat. Com F. graminearum pot metabolitzar aquest compost, redueix la resposta dependent d'àcid siàlic i això pot millorar l'aptitud de S. avenae quan coexisteixen a les mateixes plantes de blat.

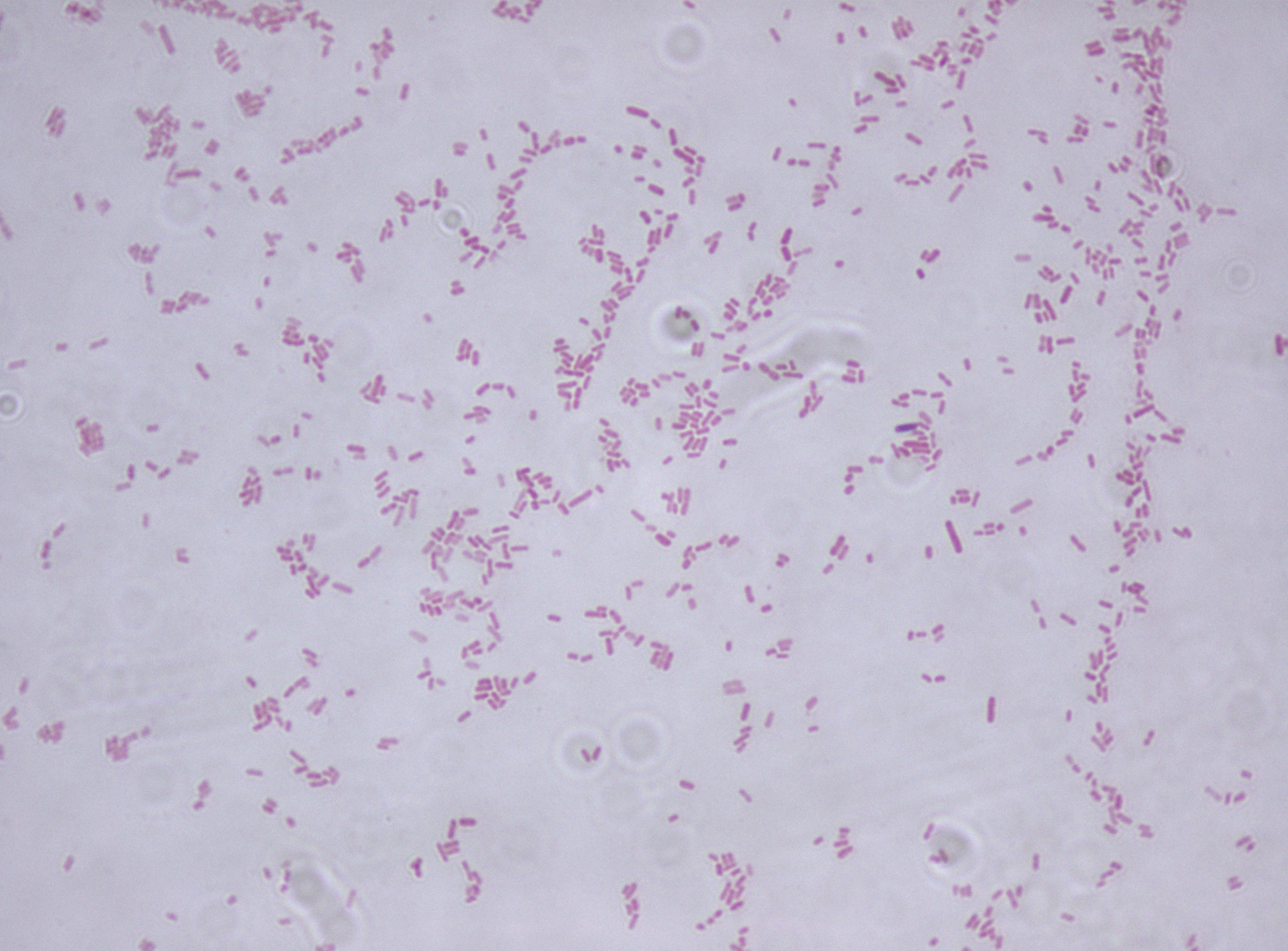
Microscopia òptica, de S. maltophilia

### Sinergisme ambStenotrophomonas maltophilia
Moltes vegades es poden trobar bacteris residents en les hifes dels fongs. En aquest cas, s'ha descobert la presència de bacteris fixadors de nitrogen com Stenotrophomonas maltophilia. Mitjançant proves amb S. maltophilia, s'ha observat que la simbiosi del F. graminearum amb aquest bacteri afavoreix al fong incrementat la seva patogenicitat. Per tant, té capacitat d'atraure bacteris del sòl beneficiosos pel seu cicle vital.

### Interaccions amb la microbiota de la planta
També és important la microbiota que podem trobar en diferents parts de la planta, com a fulles, arrels, tija o inflorescències, o en el sòl, ja que interactua de manera directa amb el patogen en les seves fases del cicle d'infecció, alterant la seva capacitat infectiva i els efectes nocius que el fong pot tenir sobre els cultius, tant de manera positiva com negativa (antagonisme). Aquesta microbiota variarà en funció de les condicions ambientals i del tipus de cultiu que s'estigui duent a terme. Conèixer aquesta microbiota podria suposar un avantatge a l'hora de prendre mesures de control biològic en contra d'aquesta malaltia.

### Competència amb altres espècies del mateix gènere
G. zeae és un fong competidor amb Fusarium verticillioides que pot alterar el seu propi metabolisme i/o el de F. verticillioides, influint en la quantitat de fumonisines fabricades per part d'aquest segona espècie, la qual cosa pot ser interessant en la indústria alimentària i en la microbiologia dels aliments.

## Identificació i diagnòstic de la fusariosi
El diagnòstic de la fusariosi es pot dur a terme mitjançant l'estudi dels símptomes que presenta l'hoste. No obstant això, és important la realització de proves moleculars per confirmar amb seguretat que l'organisme patogen és F. graminearum.
Entre les diferents proves existents per la seva identificació es destaca la prova de la PCR. Aquesta prova permet la detecció del fong amb una alta especificitat i sensibilitat, ja que s'utilitzen encebadors que permeten ampliar regions específiques del genoma de F. graminearum. Per a soques productores de l'enzim galactosa oxidasa es fan servir encebadors específics per amplificar el gen gaoA, responsable de la síntesi de galactosa oxidasa. Aquesta prova és específica, ja que la regió del gen té baixa homologia amb el mateix gen en altres fongs del mateix gènere. També es fan servir altres gens com a diana, per exemple el gen Factor 1α d'elongació traduccional mitjançant PCR-RFLP.
Una alternativa a la identificació del microorganisme és la detecció de les micotoxines que aquest produeix. Per exemple, aquestes es poden detectar a través de mètodes cromatogràfics, entre els quals les cromatografies de capa fina o TLC han estat el mètode clàssic de detecció, donant resultats qualitatius. Altres opcions inclouen les cromatografies líquides d'alta resolució (HPLC) o les cromatografies de gasos, junt amb altres tècniques com l'espectrometria de masses, la qual dona resultats més precisos. A més de mètodes cromatogràfics, també es poden utilitzar mètodes immunològics, especialment assajos immunològics basats en reaccions antigen-anticòs, com per exemple ELISA, immunocromatografies o immunoassajos basats en fluorescència, d'entre altres. Un paràmetre important en la detecció de micotoxines són els aptàmers, els quals es poden unir a diferents molècules amb una alta afinitat.

## Mesures de prevenció contraFusarium graminearum
Resulta de gran importància aplicar mesures de prevenció per la dispersió de F. graminearum. L’ús de tractament amb fungicides i fungistàtics és útil pel tractament de plàntules infectades pel fong. No obstant això, no són eficients per aturar el creixement del fong des de les llavors fins al teixit vegetal. Per tant, l’ús de fungicides resultarà útil per evitar la propagació del fong en la plàntula, però seria poc efectiu per tractar aquelles plantes que tenen una infecció greu.
Diversos països ja apliquen estratègies per garantir la innocuïtat dels aliments que es comercialitzen, establint uns límits màxims permissibles que varien en funció del tipus de cereal i el destí de la comanda. Dins dels principals criteris per a la determinació de la qualitat dels grans es troben: el contingut i constitució de les proteïnes, variables de rendiment com ser la pèrdua de pes als grans per espiga i el pes de mil grans, i presència de micotoxines.
Els mètodes per controlar la fusariosi han d'estar dirigits a evitar la colonització del fong i reduir l'inòcul inicial. Es pot fer amb les següents estratègies:
- Utilització de material de sembra net o estèril, lliure de patògens.
- Reducció o eliminació de l'inòcul de F. graminearum al sòl
- Elecció de pràctiques de cultiu per evitar condicions que afavoreixin la infecció de la planta (alta temperatura i humitat)
- Rotació de cultius per reduir el potencial de la fusariosi.
- Collita anticipada
- Control de malalties a la fulla de la planta.
- Mantenir un correcte balanç nutricional entre nitrogen i potassi a la planta.

- Administrar l'aigua de reg correctament.

- Conèixer les resistències a tractaments i aplicar-ne d'útils.

### Resistència a tractaments

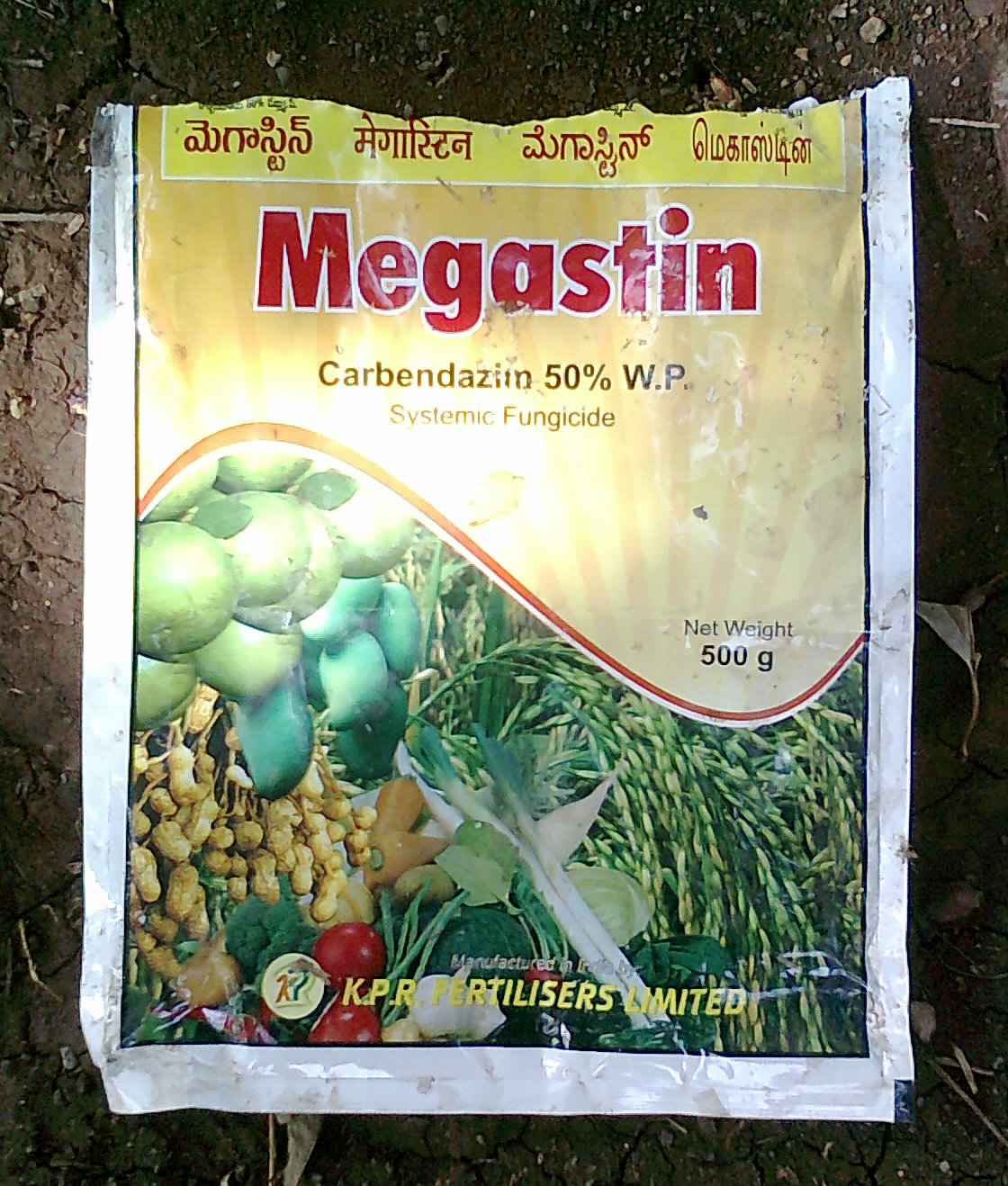
Fungicida carbendazim

Un dels principals problemes per tractar infeccions d'aquest patogen és l'aparició de soques resistents contra fungicides i fungistàtics. Un exemple típic és la resistència contra carbendazim, un fungicida bastant utilitzat, o contra inhibidors de la ruta de biosíntesi de l'ergosterol.
Dintre dels inhibidors de creixement del fong destaquen els triazols, que actuen contra la síntesi de l'ergosterol, i les estrobilurines que a través d'estudis s'ha comprovat que hi ha casos de resistència i en el cas de les estrobilurines, aquestes estan lligades a un increment de micotoxines.
També s'ha aplicat nous inhibidors com pydiflumetofen, el qual inhibeix la succinat deshidrogenasa. Però, en un estudi s'ha vist que hi ha existència de mutacions que donen lloc a soques resistents contra aquest fungicida.

## Importància econòmica

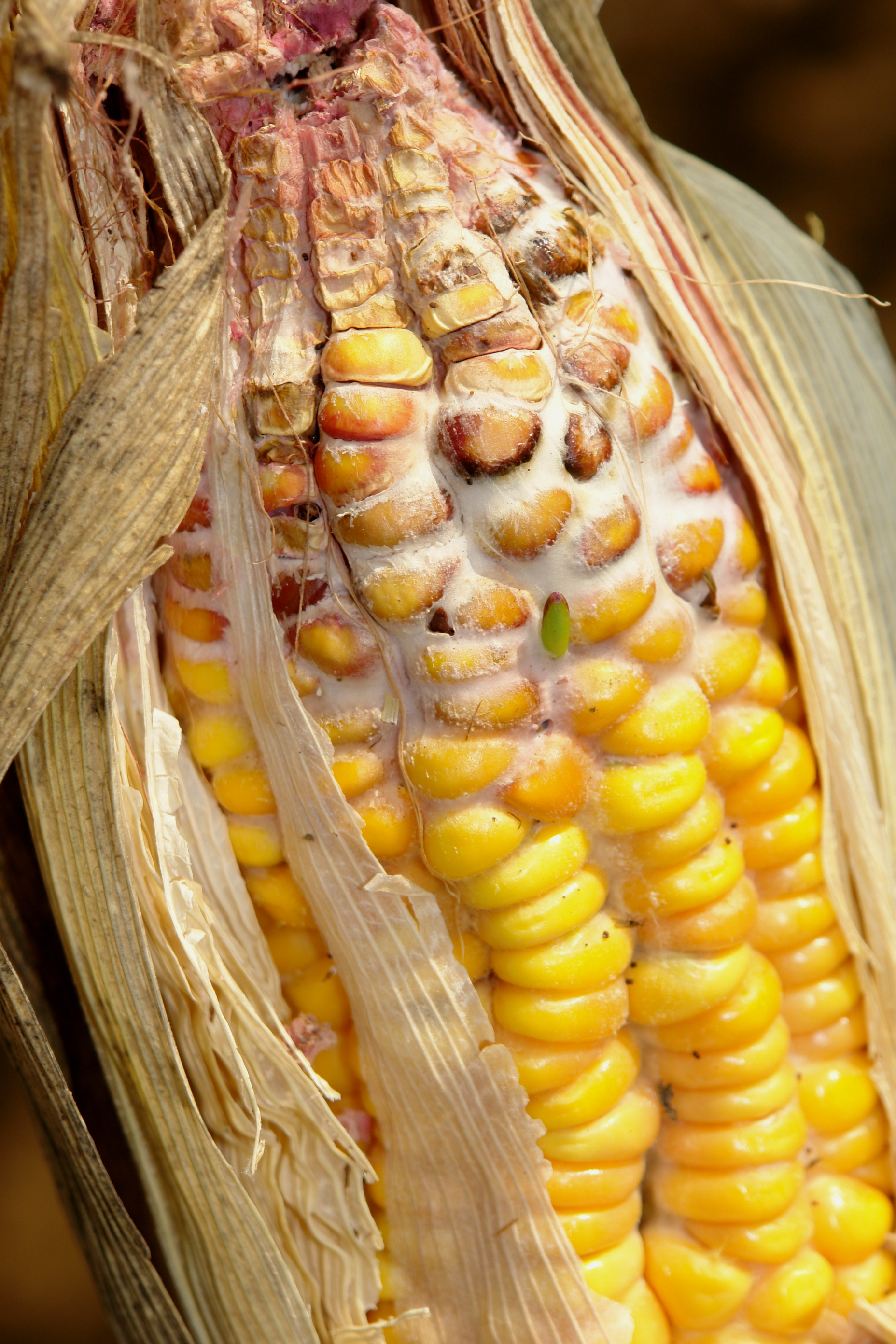
Blat de moro (Zea mays) afectat per Fusarium graminearum.

La producció global de blat es troba al voltant de 749,5 milions de tones i es preveu que per a 2050 serà necessari augmentar-la en un 60% per a cobrir l'increment de la demanda global. És per aquest motiu que malalties com la fusariosi tenen un gran impacte en la producció i, per tant, en l'economia del sector agrícola.
Les malalties fúngiques i bacterianes en cultius s'estimen que són responsables d'aproximadament 12,4%, seguides de les males herbes (12,3%) i de plagues per animals (9,3%). Encara que aquestes pèrdues varien considerablement segons la regió, sent Austràlia i Rússia els països que han patit les majors pèrdues en la producció de blat per malalties en els cultius (aproximadament un 17%).
Les epidèmies provocades per F. graminearum i altres patògens del gènere Fusarium són esporàdiques, ja que depenen en gran manera de les condicions climàtiques. Les pèrdues econòmiques causades per aquesta malaltia es deuen principalment a la pèrdua de la qualitat dels cultius, la poca viabilitat del gra i la contaminació per micotoxines, pel fet que es redueix el valor econòmic dels productes obtinguts o directament no poden ser comercialitzats per seguretat alimentària.
| País    | Regió específica  | Any       | % pèrdua de cultiu | Notes                                                   | Font                   |
| ------- | ----------------- | --------- | ------------------ | ------------------------------------------------------- | ---------------------- |
| Europa  | Totes les regions | <1998     | Mitjana de 10-30%  |                                                         | Bottalico (1998)       |
| Rússia  | Kranodar          | NS        | 25%-50%            |                                                         | Bottalico (1998)       |
| Hongria | NS                | 1970      | 40-50% estimat     | En algunes regions.                                     | Parry et al. (1995)    |
| Romania | NS                | 1976-77   | 40% estimat        | En algunes regions.                                     | Tușa et al. (1981)     |
| Itàlia  | Bolonya           | 1995-2001 | NS                 | En blat dur, amb una freqüència d'aïllament del 32,1%.  | Pancaldi et al. (2010) |
| Suècia  | Sud, est i oest   | 2009-11   | NS                 | En blat dur, amb una freqüència d'aïllament del 75-90%. | Lindblad et al. (2013) |

*NS: No se sap